# Claes Bjärle
Claes-Göran Bjärle, född 12 december 1939 i Borås Gustav Adolfs församling i Älvsborgs län, är en svensk officer i flygvapnet.

## Biografi
Bjärle utnämndes till överstelöjtnant 1981 och senare till överstelöjtnant med särskild tjänsteställning. Han var tillförordnad flottiljchef för Västgöta flygflottilj (F 6) åren 1993–1994. Han blev flottiljens sista chef, då den avvecklades den 30 juni 1994.